# Thales RBE2
Le radar RBE2 (Radar à Balayage Électronique 2 plans) est un radar multifonction en bande X développé en France à partir des années 1990. Fruit d'une collaboration entre Thomson-CSF et Dassault Électronique (devenus Thales), il équipe exclusivement l'avion de combat français Dassault Rafale.

## Histoire
De 1981 à 1988, Thomson-CSF mène des études à la suite desquelles le choix est arrêté sur le RBE2, utilisant une technologie mise au point en 1973 par la société RADANT : l'antenne Radant. Fonctionnant comme une lentille réseau, elle est composée de deux galettes croisées et illuminées par un tube à ondes progressives (TOP, en anglais : « traveling-wave tube », ou TWT). Chaque galette comporte de nombreux canaux dans lesquels prennent place des diodes PIN. La combinaison des états successifs des diodes successives d'un même canal produit un déphasage qui assure la déflexion du faisceau, comme un prisme. En fait, chaque petit canal se comporte comme un mini-radar individuel, et l'addition de toutes les émissions donne un signal dont le déphasage varie en fonction de l'angle de balayage radar désiré. Ce système permet de se passer du balayage mécanique classiques, avec l'antenne qui pivote autour d'un axe pour « scanner » le ciel à la recherche de cibles.
Sur un radar traditionnel, les fonctions air-air ou air-sol étaient séparées, voire exigeaient simplement des radars spécialisés (RDM et Antilope par exemple). Avec le RBE2, la polarisation est à la fois gérée horizontalement, pour les modes air-air, et verticalement, pour les modes air-sol.
Les travaux proprement dits sur le RBE 2 débutent mi-1989. Fin 1991, le premier prototype est réceptionné. Son premier vol sur avion banc d'essai, un Mystère 20 a lieu en juillet 1992, son premier vol sur Rafale a, lui, lieu en juillet 1993. La phase d’industrialisation débute en août 1994 et en juillet 1995 le 10e et dernier prototype est réceptionné.
Le 200e exemplaire est livré le 9 avril 2018.

## Versions et caractéristiques
Il a existé jusqu'à présent trois versions du RBE2, chacune représentant une évolution majeure de la précédente. Si la première était dotée de technologie passive, la dernière, dont la portée a été nettement améliorée, dispose d'une technologie active puissante et de premier ordre.

### RBE2
Première version conçue et produite, le radar RBE2 utilisait un système de balayage électronique passif (en anglais : « Passive Electronically Scanned Array », ou PESA). Bien qu'il ait été l'un des premiers radars développés avec cette technologie, et qu'il fût estimé être l'un des plus avancés durant son développement, le balayage passif est désormais une technologie dépassée. Sa portée est réputée insuffisante en comparaison des performances de ses concurrents américains[réf. nécessaire], même si l'utilisation de radars aéroportés de type AWACS, tels que l'E-3 Sentry de l'Armée de l'air ou l'E-2 Hawkeye de la Marine nationale, compense partiellement ce problème.
En combat aérien, le RBE2 est officiellement capable de poursuivre 40 avions, d'effectuer une poursuite renforcée sur 24 d'entre eux, puis enfin d'en engager 8 simultanément. L'armement nécessaire, par exemple des missiles MICA, peuvent être tirés à raison d'un missile par seconde. Radar très polyvalent, son balayage électronique rapide et agile lui permet d'assurer plusieurs missions différentes en parallèle. Il peut ainsi organiser la surveillance de l'espace aérien ou détecter un navire tout en fonctionnant en suivi de terrain. Il est en outre doté d'une faible probabilité d'interception (Low Probability of Intercept, PLI), grâce notamment à des sauts de fréquence, un balayage aléatoire et une discrétion des émissions assez poussée.
Sa portée de détection maximale est d'environ 100 km, alors que le radar RDM du Mirage 2000C avait une portée comprise entre 40 et 110 km selon les modes de balayage choisis.
Le RBE2 peut accomplir de nombreuses missions, initialement dévolues à plusieurs radars spécialisés, comme les RDM, RDI, RDY ou Antilope :
- Les modes air-air et air-surface du RDM (Mirage 2000C) : poursuite sur Information Continue (PSIC) ou Discontinue (PSID), aide à l'acquisition, recherche automatique…
- Les fonctions de détection vers le bas du RDI (Mirage 2000C) ;
- Les capacités de tirs multiples du RDY (Mirage 2000-5), avec quatre liaisons avion-missile (LAM) possibles ;
- La capacité de suivi de terrain de l'Antilope V (Mirage 2000D). Le Mirage 2000D apportait déjà de nettes améliorations par rapport au 2000N, comme le tir possible en mode suivi de terrain ou la présentation de davantage de « couloirs de navigation », lui permettant la désignation d'objectifs en biais.
- L'imagerie à ouverture synthétique (SAR).

La masse du RBE2 n'est que de 270 kg, ce qui est une relative prouesse si l'on tient compte du fait qu'il combine deux types de radar en un seul : RDI et Antilope, pesant respectivement 330 et 230 kg.

### RBE2-AA
En juillet 2004, un contrat d'une valeur de 90 millions d'euros est signé pour le développement et l'intégration d'une antenne à balayage électronique actif pour une nouvelle version du radar, dite « RBE2-AA » (Antenne Active). Une version prototype RBE2-AA est installée sur des avions bancs d'essai (ABE) de type Mystère XX et Mirage 2000 du centre d'essais en vol (CEV) de la DGA sur la BA 120 à Cazaux, et ensuite sur un Rafale. Pour ces tests, l'antenne est équipée de puces électroniques émetteurs/récepteurs américaines. Le développement courant vise à n'utiliser que des composants européens. De plus, cette nouvelle version du radar est essentielle pour l'utilisation complète de la prochaine génération de missiles air-air à longue portée, comme le MBDA Meteor.

### RBE2-AESA
En 2006, la direction générale de l'Armement (DGA) passe une commande à Thales pour le développement d'un radar de cinquième génération, possédant une antenne dite active (en anglais : « Active Electronically Scanned Array », ou AESA). En août 2010, le premier radar RBE2-AESA sort des chaînes d'assemblage. La DGA en a commandé 60 pour équiper tous les Rafale de la tranche 4 commandés par l'Armée de l'air et la Marine et livrables à partir de 2013, pour un montant d'environ 400 millions d'euros. Ce radar intègre plus d'un millier de capteurs, appelés « Transmitter Receiver Modules » (TRM), ce qui permet d'obtenir, grâce à la redondance de ces systèmes, l'accroissement de la fiabilité par rapport à la version RBE2-PESA pour atteindre, selon Thales, 10 ans d'utilisation de l'antenne active sans intervention de maintenance,,. Les avions destinés à l'exportation sont équipés de cette version.
Véritable saut technologique, le RBE2-AESA permet de continuer à poursuivre et à engager des cibles aériennes qui sortent du champ exploré par le radar. Lors d'un essai en mai 2011, le radar RBE2-AESA monté sur le Mirage 2000 B501 a pu montrer sa capacité à détecter et à poursuivre un avion de ligne en éloignement à 140 km de distance. La portée maximum est doublée par rapport à la version RBE2-PESA, selon les pilotes, et estimée en 2014 à 200 km en mode air-air, et annoncée a plus de 220 km en 2016 pour la détection d'un avion-cargo ; elle permettra au Rafale d'exploiter pleinement le nouveau missile Meteor. Le secteur angulaire couvert a été porté de 120° à 140° en avant de l'appareil et les capacités de résistance au brouillage et au leurrage ont été améliorées. Lors de la campagne d'essais CDG8, le Rafale M02 emportait pour la première fois un radar RBE2 AESA à bord du porte-avions nucléaire Charles de Gaulle. Le RBE2-AESA permet également le vol automatique en suivi de terrain et présente au pilote une cartographie haute résolution pour identification, recalage ou désignation de cibles terrestres et navales. En outre, ses performances accrues lui assurent une meilleure résistance aux systèmes de brouillage adverses. Son angle de balayage passe à ±70°, ce qui est 10° de plus que sur l'ancien modèle PESA, et la masse du radar augmente de 20 kg. Ce nouveau type d'antenne peut également jouer le rôle de système d'alerte radar (en « Radar Warning Receiver », RWR) et peut même servir de relais radio et transmettre des informations à d'autres appareils en vol , grâce à un très haut débit de liaison.
Le 30 mars 2012, Thales annonce avoir livré en février 2012 à Dassault Aviation le premier exemplaire du RBE2-AESA de série, qui serait monté sur le Rafale C137, livré à la DGA le 2 octobre 2012,. À cette date, le Rafale était le seul avion européen équipé d'une antenne active à balayage électronique AESA. Son « équivalent » destiné à l'Eurofighter Typhoon, le CAPTOR-E n'a été présenté, sous forme de prototype, que le 15 juillet 2014 au salon de Farnborough, et n'est toujours présenté en 2017 que comme un radar futur.
Avec un tel équipement, le Rafale rentre dans le cercle très fermé des avions à radar à antenne active, dans lequel se trouvent certains chasseurs aussi célèbres que le F-16 (depuis ses dernières mises à jour), certaines versions du F-15, le F-22 Raptor et le bombardier furtif B-2, ce dernier disposant de plusieurs antennes séparées.
Le fonctionnement en mode de suivi de terrain automatique peut s'effectuer via la lecture d'un fichier, et donc sans émission électromagnétique, ce qui améliore la discrétion de l'avion. Une mémoire disposant de deux cartes sécurisées d'environ 300 000 km2, permet alors une navigation à basse altitude par découpe du terrain sur 10 km en avant à tout juste 100 mètres du sol (environ 300 pieds). Cette hauteur peut même être ramenée à seulement 30 mètres, soit environ 100 pieds. Le radar peut toutefois associer à ces fichiers une cartographie 3D pour naviguer en dehors du fichier mémorisé si nécessaire. Ce principe de fonctionnement n'est pas sans rappeler, sous certains aspects, le principe de fonctionnement du système TERCOM, équipant certains missiles de croisière comme le BGM-109 Tomahawk.
Selon le niveau de discrétion souhaité, le pilote peut choisir entre trois options de vol : souple, moyen ou dur. Le niveau « dur » permet d'atteindre des vitesses bien plus élevées que sur des appareils pourtant spécialisés comme les Mirage 2000N ou 2000D, ainsi que des facteurs de charge plus importants. Neuf couloirs de navigation sont gérés en mode suivi de terrain. Ces capacités de vol très rapide à très basse altitude seront également ajoutées aux anciens radars de la version PESA du RBE2.

### RBE2-XG
Le 6 juillet 2023, la DGA lance le développement de la version XG pour "eXtended Generation". Celle-ci est une évolution du RBE2-AESA basée sur le nitrure de gallium (GaN) et destinée au standard F5 du Rafale. Le RBE2-XG offrira une grande augmentation de la portée et de la puissance de calcul avec l'intégration d'intelligence artificielle. Une version prototype RBE2-XG devrait être installée à partir de 2028 sur les avions bancs d'essai (ABE) de type Mystère XX et Mirage 2000 du centre d'essais en vol (CEV) de la DGA sur la BA 120 à Cazaux, et ensuite sur un Rafale avec une mise en service opérationnel en 2030
L'ambition du RBE2-XG est d'être capable d’identifier tous les aéronefs opérant dans son champ, y compris les chasseurs de 5e génération opérant en furtivité non dégradée et les cibles les plus petites telles que les microdrones quasi impossibles à détecter par les radars des chasseurs actuels, y compris de ceux dits de 5ème génération.

### Radars similaires
- AN/APG-77 : Équipe le chasseur furtif F22 ;
- AN/APG-80 (en) : Dernières versions du F-16 ;
- AN/APG-79 : F/A-18E/F Super Hornet ;
- APG-63(V)2 : Certaines versions du F-15 ;
- AN/APG-82(V)1 : Certaines versions du F-15 ;
- AN/APQ-181 : Bombardier furtif B-2.